# Вяжли (Моршанский район)
Вяжли — посёлок в Моршанском районе Тамбовской области России. 
Административный центр Дмитриевского сельсовета.

## География
Расположен в 17 км к востоку от центра города Моршанск, и в 86 км к северу от центра Тамбова.
Железнодорожная станция Вяжли.

## Население
| 2002 | 2010 |
| ---- | ---- |
| 917  | ↗970 |

Согласно результатам переписи 2002 года, в национальной структуре населения русские составляли 97 % от жителей.